# Aksakovo
Aksakovo (en búlgaro: Аксаково) es una ciudad de Bulgaria en la provincia de Varna.

## Geografía
Se encuentra a una altitud de 119 m s. n. m. a 440 km de la capital nacional, Sofía.

## Demografía
Según estimación 2012 contaba con una población de 6983 habitantes.
|         | 2004 | 2005 | 2006 | 2007 | 2008 | 2009 | 2010 |
| Mujeres | 3886 | 3898 | 3921 | 3936 | 4010 | 4056 | 4088 |
| Hombres | 3712 | 3718 | 3711 | 3702 | 3777 | 3841 | 3890 |
| Total   | 7598 | 7616 | 7632 | 7638 | 7787 | 7897 | 7978 |